# VR Dm7
VR Dm7, och dess förproduktionsserie VR Dm 6, var en typ finländska dieseldrivna rälsbussar, som byggdes av Valmet 1954–1963 på licens från Hilding Carlssons Mekaniska Verkstad för Statsjärnvägarna (VR). Rälsbussarna fick det folkliga namnet lättähattu (svenska: "platthatt"). Namnet lättähattu kom från ungdomsmodet i Finland vid mitten av 1950-talet, då yngre män bar filthattar, som imiterade pork pie-hattar från amerikanska filmer. Namntävlingen som anordnades av VR vanns visserligen av förslaget "Sinikko", men detta namn blev aldrig etablerat.

## Historik
I början av 1950-talet behövde Statsjärnvägarna dieseldrivna motorvagnståg för att konkurrera med landsvägsbussar i trafiken på kortare sträckor. År 1952 beställde Statsjärnvägarna sju Dm6 av Valmet och året därpå ytterligare åtta. Konstruktionen var baserad på SJ YCo4 och TGOJ YCo, tillverkade av Hilding Carlssons Mekaniska Verkstad i Umeå.
Efter en testperiod för Dm6 beställdes under följande år 197 av den modifierade modellen Dm7, med framför allt större hjul. Rälsbussarna var i reguljär trafik till 1988.

## Bevarade vagnar
20 exemplar av Dm7 finns hos finländska museijärnvägar. Nr 4020 finns på Finlands järnvägsmuseum i Hyvinge.

## Bildgalleri

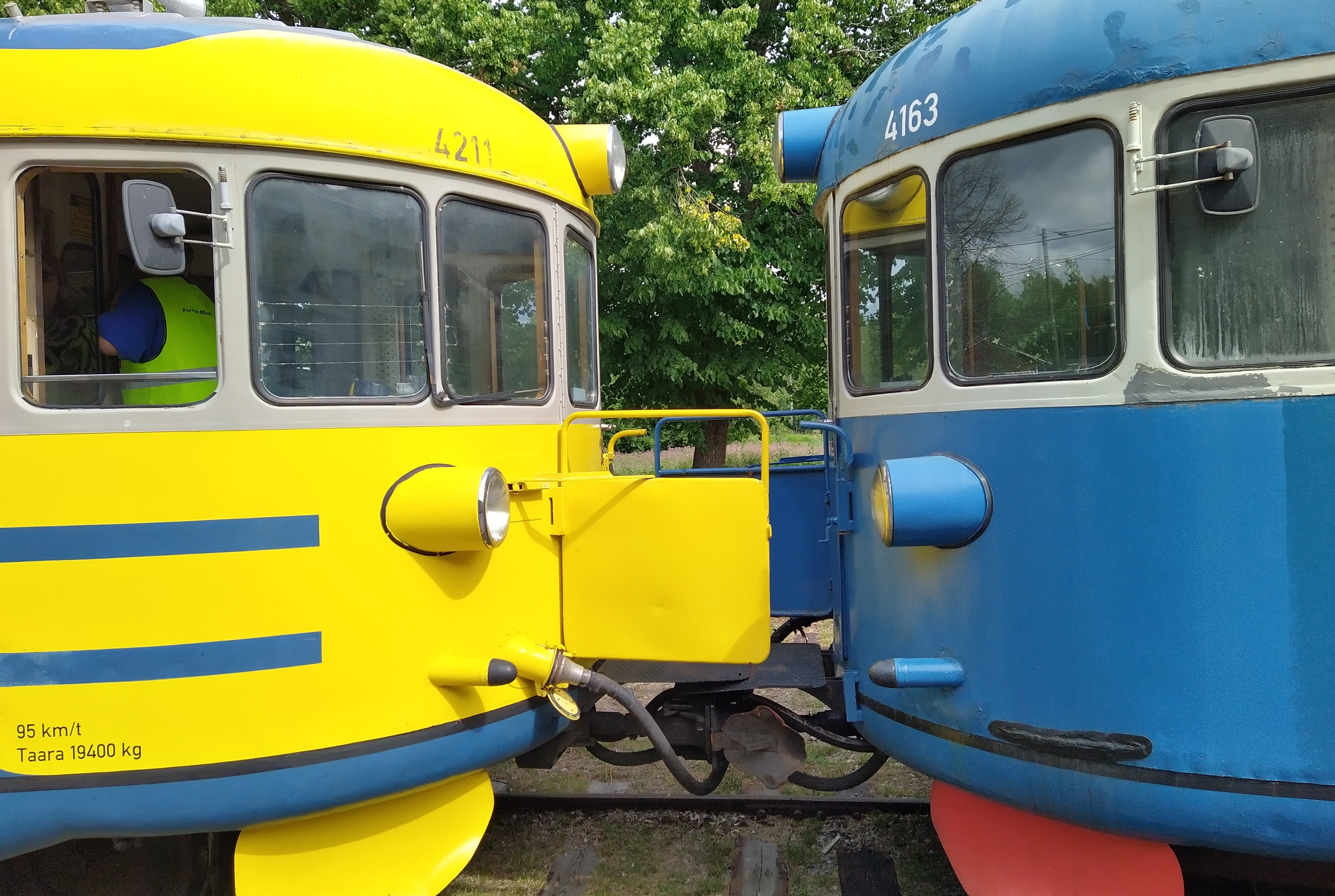
Hopkopplade motorvagnar
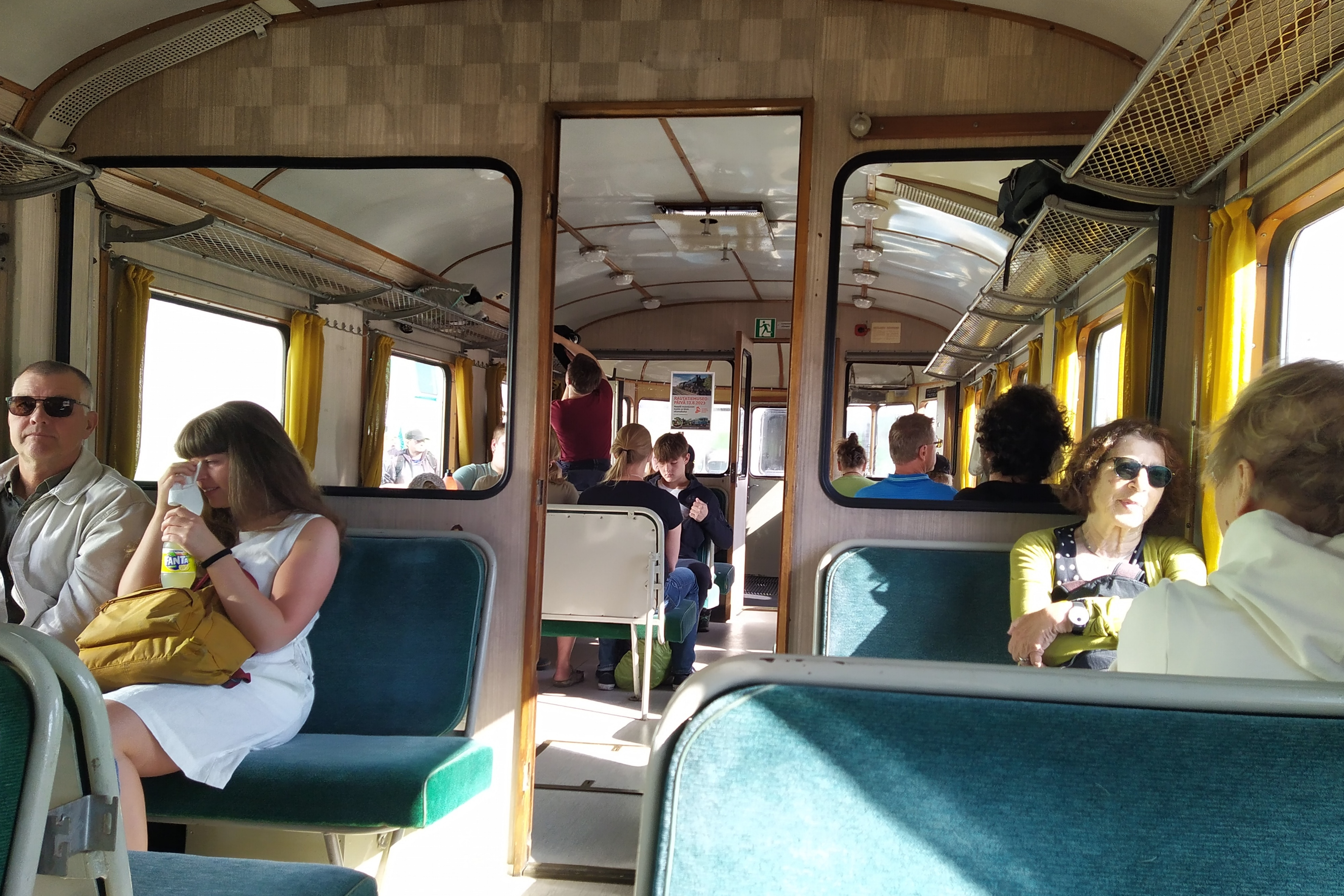
Interiör i motorvagn från Borgå museijärnväg, 2023
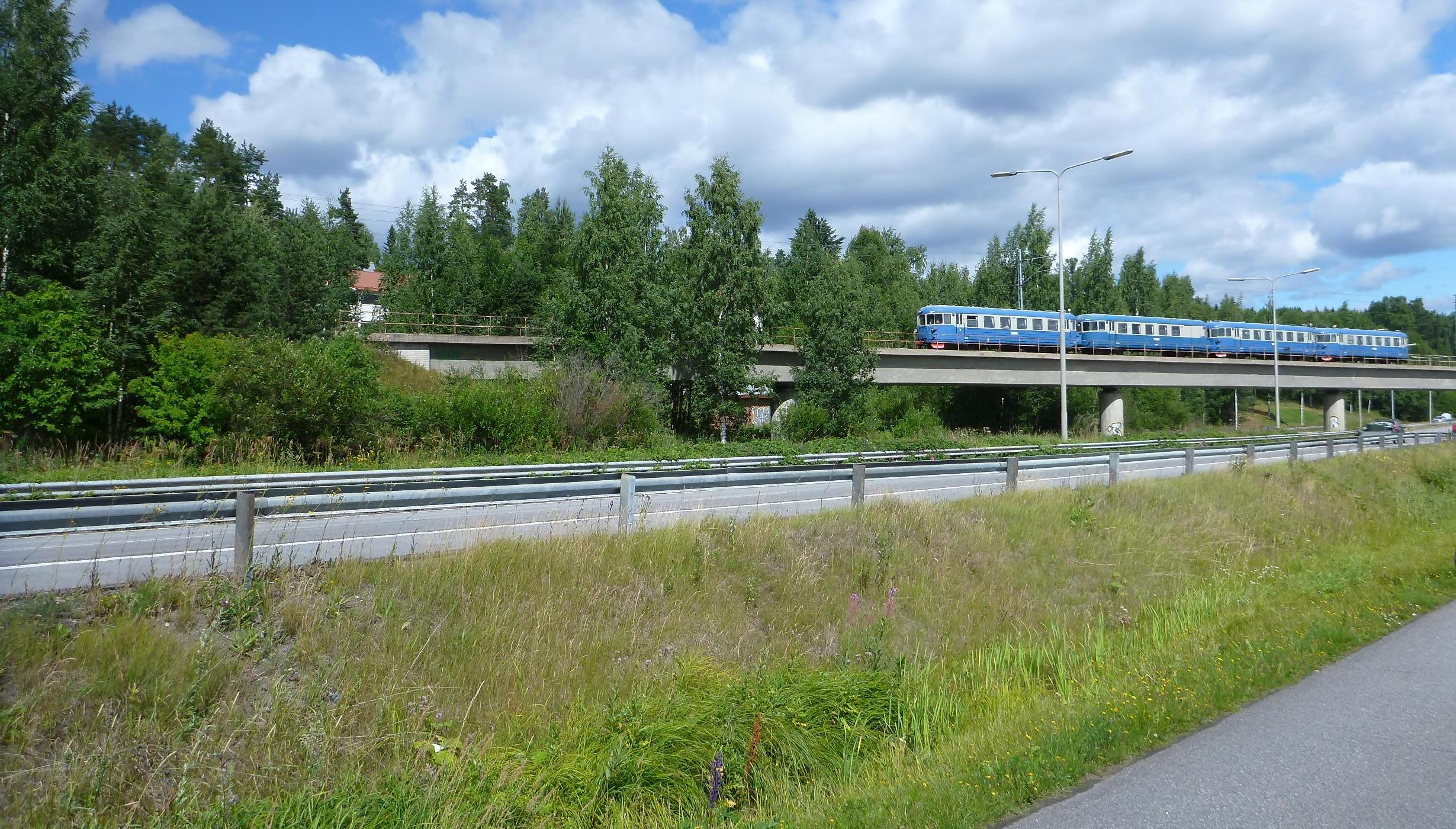
Fyravagnståg mellan Pieksämäki och Jyväskylä, 2013
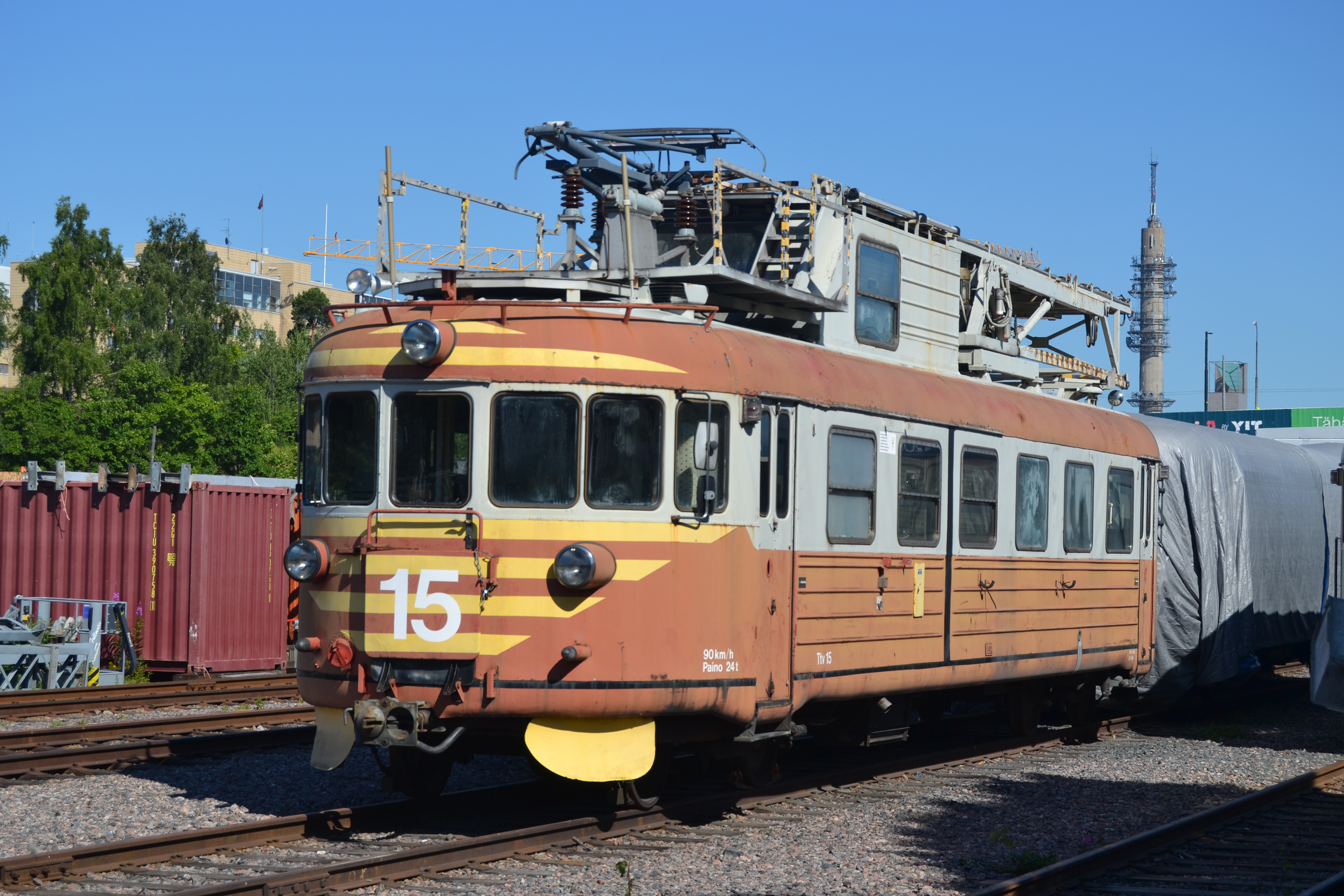
En Dm7 ombyggd till arbets- och inspektionsvagn littera Ttv 15 på bangården i Böle, 2017